# Lebiitae
Super-tribu
Les Lebiitae sont une super-tribu de coléoptères de la famille des Carabidae et de la sous-famille des Harpalinae.

## Tribus
Calophaenini - 
Corsyrini -
Cyclosomini - 
Graphipterini - 
Lachnophorini - 
Lebiini - 
Odacanthini - 
Pentagonicini - 
Perigonini